# 김송 (1909년)
김송(金松, 1909년 7월 10일 ~ 1988년 4월 25일)은 대한민국의 소설가이다. 1940년에 희곡 '농월'로 데뷔하였다.